# Kumulatbergarter

Illustration av hur kumulatbergarter bildas.

Kumulatbergarter eller bara kumulat är intrusiva magmatiska bergarter som blir till genom att mineral i en basisk eller ultrabasisk magma urkristalliseras och sjunker så att de samlas i olika lager.Detta kan ske i magmatiska intrusioner och tjocka lavaflöden.
Namnet kumulat kommer av latinska cumula'tus  som är bildat av cu'mulo som betyder hopa eller uppstapla.
Tjockleken hos lagren varierar från någon millimeter till tiotals meter. Mineral som ofta förekommer i kumulat är magnetit, olivin, plagioklas, pyroxen, kromit och ilmenit. Andra mineral som apatit, sulfider och mineral från platinagruppen kan också förekomma. Rika malmer kan bildas när mineral med mycket platina anrikas. 
Exempel på kumulatbergarter är troktolit (en variant av gabbro), norit, kromitit och magnetitit.
Det finns flera bergarter som kan innehålla kumulat, till exempel gabbro, anortosit, dunit och pyroxenit.
Kumulat kan hittas i Bushveldkomplexet i Sydafrika.